# Ögonbindel

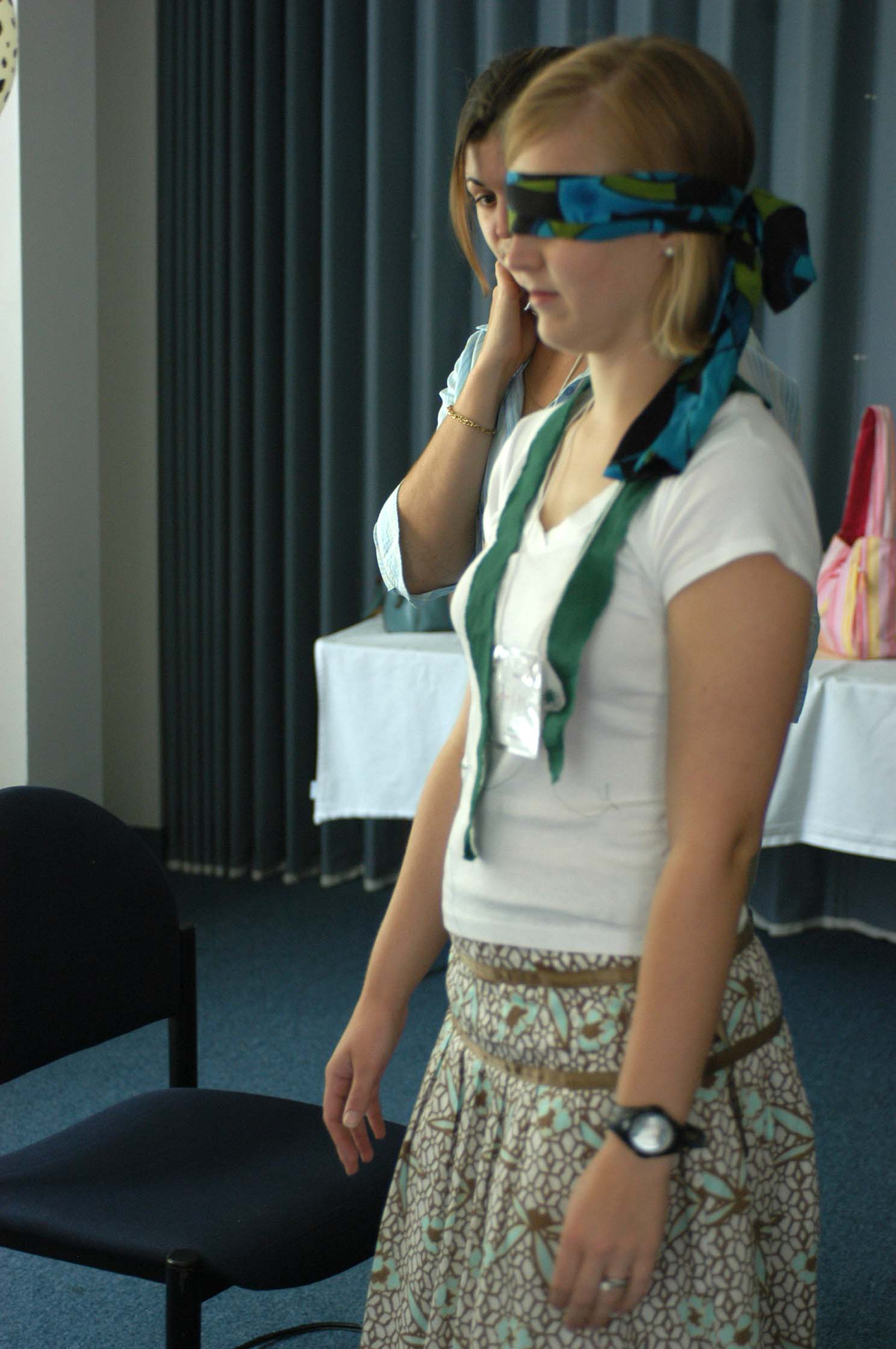
Kvinna med ögonbindel.

Ögonbindel är ett plagg som hindrar bäraren från att se.
Ögonbindel används i vissa lekar (som blindbock och piñata), vid meditation, vid BDSM, eller för att sova på ljusa platser som på flygplan.
I filmer och böcker som handlar om kidnappning får offret ofta en ögonbindel för att inte se var han/hon befinner sig eller vart han/hon förs. Vid avrättningar kan personen som blir avrättad få ha ögonbindel.

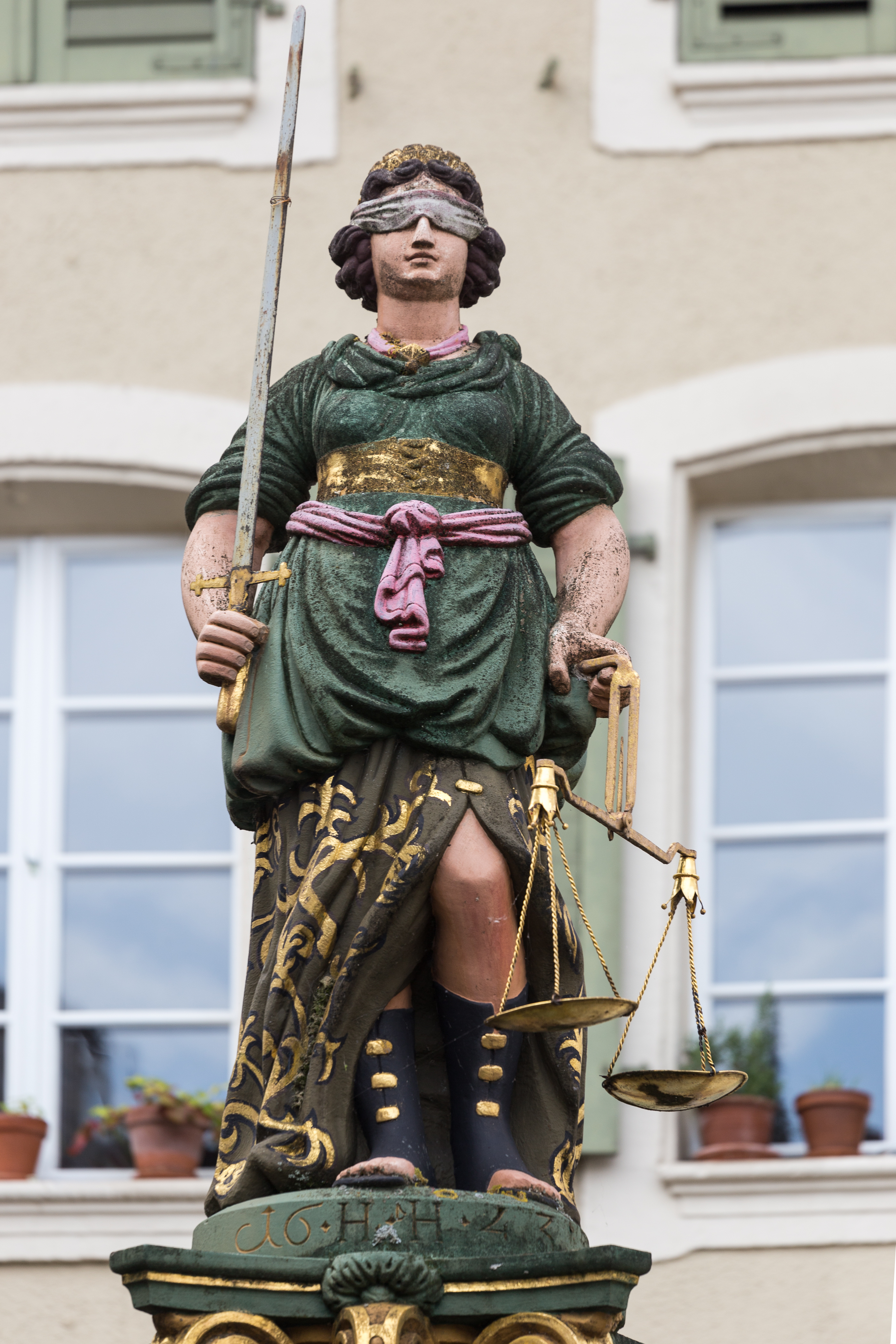
Fru Justitia avbildas ofta med ögonbindel för att symbolisera att alla ska vara lika inför lagen.